# Eugenia goodenovii
Syzygium goodenovii là một loài thực vật thuộc họ Myrtaceae. Đây là loài đặc hữu của Malaysia.